# Homosexualité dans l'islam
Pour un article plus général, voir Homosexualité dans les religions.

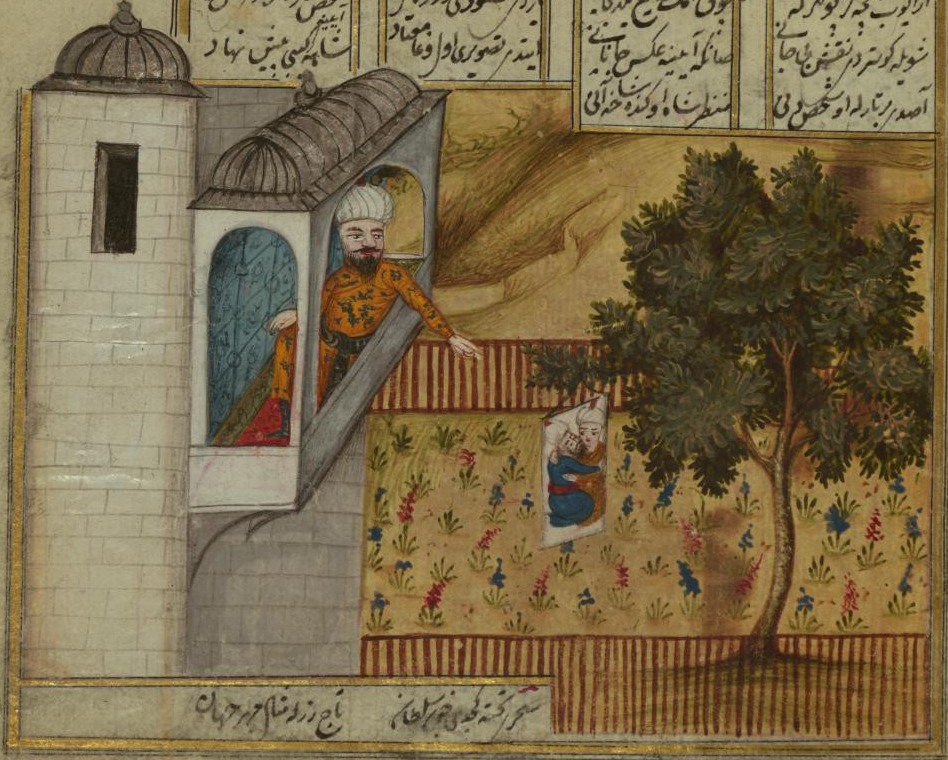
Miniature dans un ouvrage de : un roi pointe une image de son fils et de son tuteur, qui en est tombé amoureux.

L'homosexualité dans l'islam se penche sur les relations sexuelles et amoureuses entre hommes ou entre femmes, qui ont été considérées de diverses manières au long de l'histoire de l'islam et du monde islamique.
Le Coran ne contient pas de passages qui parlent explicitement d'homosexualité, mais l'histoire du prophète Loth est aujourd'hui interprétée par les écoles traditionnelles de loi islamique pour caractériser l'homosexualité comme une turpitude, à condamner moralement et socialement dans sa pratique publique ou dans l'incitation à sa pratique. L'homosexualité est illégale dans la quasi-totalité des pays à majorité musulmane. Dans certains pays appliquant des formes de droit islamique, le sexe homosexuel est notamment sanctionné en tant que crime de sodomie, pour lequel les punitions prescrites peuvent aller jusqu'à la peine de mort, par pendaison ou lapidation.
Les musulmans et musulmanes homosexuelles ont des rapports divers à la religion, et une minorité propose notamment de lire l'islam de manière queer. En politique, les revendications gays et lesbiennes sont également articulées de manières diverses à l'islam.

## Histoire
À l'époque du prophète Mahomet, les textes parlent de personnes dites mukhannathun qui pourraient être considérées comme homosexuelles selon les conceptions actuelles.

### Dans la littérature
L'homosexualité est présente dans l'histoire des littératures du monde islamique. Ainsi, l'homoérotisme dans la littérature arabe classique est-il un thème relativement courant. Dans la littérature persane, plusieurs exemples d'attirance d'un homme pour un autre sont aussi à constater, comme dans la poésie de Saadi.
Au XIXe siècle, il existe un genre de poésie en ourdou consacré à l'amour et au sexe entre femmes, le rekhti (en).

### Moyen Âge
Dans le Maghreb médiéval, la charia était appliquée par des juges se référant à la loi du rite malikite pour les autochtones et hanafite pour les Turcs. L'homosexualité est criminalisée dans les deux cas. En effet, elle est classée comme une forme de désobéissance aux commandements d'Allah. En revanche, elle n'est pas considérée comme un acte d'apostasie (kufr). Dans Le Précis de Sidi Khalil de Khalil ibn Ishaq al-Jondi (juriste égyptien du XIVe siècle), qui s'adresse aux musulmans malikistes, le 43e chapitre intitulé L'adultère, l'inceste, la fornication et la sodomie décrit les actes sexuels prohibés par la loi religieuse. La sodomie y est décrite comme « l'acte intentionnel de l'individu pubère, doué de raison, musulman, qui introduit le gland du pénis (ou une portion du pénis égale à la longueur du gland) dans les parties naturelles d'une personne sur laquelle il n'a aucun droit légal reconnu par les docteurs de la loi […]. L'œuvre de la pédérastie ou sodomie est l'équivalent de cohabitation illicite et encourt la peine légale ou lapidation ». Néanmoins, cette loi condamnant l'homosexualité demeure difficile à appliquer. En effet, selon la jurisprudence malikite, l'acte de sodomie doit être prouvé soit à travers la confession de l'incriminé quatre fois et à quatre moments différents en présence d'un juge, soit à travers les témoignages de quatre hommes musulmans, majeurs, libres et intègres, ayant vu en même temps, à partir du même endroit, la même chose. Pour les musulmans hanafites, la situation est beaucoup plus souple, bien que leur jurisprudence condamne également l'homosexualité. Les juges ont la liberté de choisir entre la prison et la flagellation comme punition pour les accusés de sodomie. Ceci est basé sur la déclaration d'Abû Hanîfa, fondateur de ce rite : « Si Allah avait voulu la mise à mort du luti [celui qui commet la sodomie], il l'aurait précisé… ».
La chercheuse Jocelyne Dakhlia reconnaît une place importante de l’homoérotisme vis-à-vis des jeunes éphèbes dans le monde musulman ou entre femmes jusqu'au XIXe siècle, ce qui, pour El-Rouayheb[Qui ?], n'est pas contradictoire avec une condamnation de l'acte homosexuel.

### Époque coloniale
Selon une étude critique de la question, « l’utilisation par les théologiens musulmans contemporains d’une terminologie comme « sexualité contre nature » ou « sexualité pathologique » pour qualifier l’homosexualité (appelée liwāṭ, ou šudūd gǐ nsī) renvoie à la caractérisation occidentale de l’homosexualité telle que constituée au XIXe siècle; […], ces caractères ne sont pas opérants pour la période médiévale ».
Cette vision de l'évolution de la perception de l'homosexualité dans le monde musulman a cependant été critiquée, notamment par Thomas Eich, qui estime qu'il est trop simple d'affirmer que seul le puritanisme de l'époque victorienne avait contribué à cette vision de l'homosexualité aux Proche et Moyen-Orient : « L'inclusion de régions arabes dans l'Empire mongol, ainsi que la migration des peuples turcs, ont pu éventuellement entraîné des changements dans les concepts de genre ». Selon Jocelyne Dakhlia dans un article de revue sur l'historiographie de l'homosexualité dans le monde musulman, les historiens du XXe siècle avaient tendance à présenter la période coloniale comme ayant introduit l'idée d'homosexualité dans l'islam, tandis qu'à partir du XXIe siècle, les historiens ne présentent plus les cultures islamiques comme un bloc monolithique, et soulignent le rôle joué par les diverses histoires pré-coloniales, qui contiennent elles aussi des identités liées aux relations sexuelles entre hommes ou entre femmes.
Selon Susana Mangana, une spécialiste interrogée par la BBC, l'homophobie dans le monde islamique date du XXe siècle. 

#### Réinterprétation
Ce sera à partir d'un héritage culturel étranger, que désormais la gravité de la sodomie sera décrite comme étant son opposition avec la finalité des rapports charnels, donc le fait qu'elle est nuisible à la procréation et à la pérennité de l'espèce humaine. Selon Benkheira, il est très clair qu'un débat très important sur la sodomie entre époux a eu lieu au VIIIe siècle. Mezziane précise, de même, que l'argumentation sur les raisons de l'interdiction de la sodomie homosexuelle - non plus comme acte d'apostasie (irtidat comme pour le peuple de Loth) ou d'insoumissions  aux prescriptions d'Allah (fisq), mais comme un acte contre nature - a été élaborée pour les besoins de la cause assez tardivement.

## Pénalisation de la sodomie
L'impact de la Sunna — où l'homosexualité est assimilé à l'adultère, un crime passible de sanctions particulièrement sévères — dans le monde musulman a conduit à des législations particulièrement répressives. L'homosexualité est ainsi interdite par la loi dans la quasi-totalité de pays de culture musulmane, avec des peines allant des « thérapies » forcées et la flagellation jusqu'à la peine de mort,,. Douze pays l'appliquent ainsi : Afghanistan, Arabie saoudite, Brunei, Émirats arabes unis, Iran, Mauritanie, Nigeria, Pakistan, Qatar, Soudan, Somalie et Yémen. 
Sur ce total, la moitié mettent en place la peine de mort pour homosexualité au XXIe siècle. Brunei l'introduit ainsi en 2019, contre dix ans de prison auparavant. Sous la pression de la communauté internationale et les appels au boycott, le sultan Hassanal Bolkiah met cependant en place un moratoire sur son application. À l'exception de l'Ouganda, à majorité catholique, qui l'introduit en 2023, l'ensemble de ces pays sont à majorité musulmane, et basent ces lois sur la charia,.
L'International Lesbian, Gay, Bisexual, Trans and Intersex Association fait régulièrement état des dispositions légales utilisées pour sanctionner des hommes gays ou des relations sexuelles entre hommes par les organes judiciaires d'États se réclamant de l'islam, La lapidation est retenue comme méthode d'application de la peine de mort dans plusieurs de ces pays, tels le Nigeria, l'Arabie saoudite ou Brunei,. En Iran, où la pendaison est utilisée, des exécutions publiques ont régulièrement lieu, dont les dernières en 2022,.

Le spécialiste des études arabes Thomas Bauer (de) souligne que la punition de l'homosexualité au nom de l'islam est souvent présentée de manière simpliste:
« Da heißt es oft: »Der Islam verbietet Homosexualität.« [...] [S]ind es nicht zunächst Menschen oder Institutionen, die verbieten und erlauben, auch wenn sie dies durch Auslegung heiliger Texte tun? »
« On entend souvent : « l'islam interdit l'homosexualité ». [...] Ne sont-ce pas plutôt des personnes ou des institutions qui prononcent interdictions et autorisations, même si elles s'appuient sur l'interprétation de textes sacrés ? »
— Traduction libre

### Dans la jurisprudence islamique
Dans diverses conceptions de l'islam, dont certaines sont aujourd'hui dominantes dans la plupart des pays du monde islamique, l’homosexualité est vue comme un péché en se basant sur la lecture du Coran.

### Hadiths
Certains hadiths attribués à Mahomet, prophète de l'islam, condamnent l'homosexualité, et prescrivent parfois également la peine de mort comme sanction, sans toutefois préciser comment pratiquer cette exécution. Or, tous les hadiths présentés sur la question par les jurisconsultes pour appuyer la condamnation à mort ont été critiqués pour leur authenticité.

### En droit étatique d'inspiration islamique
Selon l'anthropologue du droit Baudoin Dupret dans une étude de cas sur l'Indonésie, le Liban, l'Égypte et le Sénégal publiée en 2021, ces quatre pays suivant le modèle du droit civiliste ont connu une histoire différente par rapport aux colonies de l'empire britannique, dans lesquelles la sodomie était explicitement interdite. Ainsi, leurs législations ne contiennent pas d'incriminations spécifiques pour l'homosexualité, mais les jurisprudences des tribunaux étatiques s'y appuient sur des dispositions générales interprétées au regard des conceptions localement dominantes de la morale sexuelle, nourries par les traditions islamiques sur l'éthique du sexe.
En Indonésie, le Code pénal hérité du droit colonial néerlandais interdit de manière vague la perbuatan cabul entre personnes de même sexe – dans la version originale néerlandaise inspirée par le Code pénal français, le terme utilisé était ontucht, traduit en debauchery par Dupret, qu'on peut rendre en français par « obscénité ». La jurisprudence, confirmée par un arrêt de la Cour suprême de 2017, a toujours considéré que cette obscénité qualifie seulement les agressions sexuelles sur mineurs du même sexe, pas les rapports entre adultes. En revanche, les juges indonésiens utilisent en partie une loi d'interdiction de la pornographie pour châtier les relations sexuelles entre hommes.
Au Liban, un article du Code pénal de 1943 aux origines obscures – peut-être inspiré par le délit d'homosexualité créé en 1942 sous le régime de Vichy selon Dupret – sanctionne les actes sexuels « contre-nature ». Le même héritage français se retrouve dans le droit sénégalais, qui sanctionne les actes contre-nature. Au Liban, les activités sexuelles homoérotiques ont été généralement subsumées sous ce chef d'accusation jusque dans les années 2010, quand un processus de réorientation a été initié par l'association militante Helem et a abouti à un revirement de jurisprudence en 2018.
En Égypte, les juges utilisent une loi de 1961 contre la prostitution pour punir les relations homosexuelles en tant que marques d'obscénité.
Dans l'ensemble, selon le panorama proposé par Dupret, les juges étatiques se reposent principalement sur des textes de loi vagues, appliqués en les interprétant à travers des catégories cis- et hétéronormatives. Ces conceptions morales sont influencées par les diverses traditions islamiques, mais l'islam n'est pas régulièrement invoqué comme un fondement des punitions imposées.

## Homophobie et acceptation sociale
Globalement mal perçues dans un monde musulman conservateur et traditionaliste, les personnes homosexuelles y forment une minorité discriminée, souvent persécutée. Une étude menée par le Pew Research Center en 2013 note qu'il existe un rejet massif de l'homosexualité dans les pays à majorité musulmane sondés : 80 % des Libanais interrogés ayant répondu « non » à la question « l'homosexualité devrait-elle être acceptée par la société ? », tout comme 78 % des Turcs, 86 % des Malaisiens, 87 % des Pakistanais, 93 % des Palestiniens et des Indonésiens, 94 % des Tunisiens, 95 % des Égyptiens et 97 % des Jordaniens sondés.
Selon l'encyclopédie Oxford de la politique LGBT:
« Bien que l'islam soit souvent invoqué pour justifier la persécution des communautés LGBT à travers le monde, au fond l'islam est beaucoup plus tolérant et accommodant quant au genre et la diversité sexuelle que ce qui est communément montré. […] Cependant, comme pour toute religion, son interprétation et déploiement est souvent au gré des personnes disposant des pouvoirs politiques et religieux, qui en usent à leurs propres fins personnelles. »
Selon un article de la BBC, « on peut affirmer que la répression contre les gays et les lesbiennes est aujourd'hui plus importante dans le monde islamique que dans les sociétés de traditions chrétienne, bouddhiste, hindoue, confucéenne ou juive ».
Levi Geir Eidhamar (no) propose de distinguer quatre types d'attitudes envers l'homosexualité dans l'islam:
1. Fortement traditionnelle, avec l'idée que seul ce qui est correct au regard de la charia est bon ;
2. Modérément traditionnelle, considérant que le correct et ce qui est humainement bon peuvent diverger, auquel cas il convient de choisir la voie correcte ;
3. Modérément progressiste, qui tend à interpréter la voie correcte en fonction de ce qui est humainement bon ;
4. Fortement progressiste, selon laquelle le correct et le bon peuvent diverger, auquel il faut choisir la seconde option.

### Dans l'oumma
Dans un article de statistiques sur le lien entre foi islamique et homophobie aux États-Unis, Syed Hammad Ali fait remarquer que l'angle d'approche de nombreux questionnaires de collecte de données ou sondages néglige de prendre en compte les dimensions de genre et de classe sociale, et il argumente que la masculinité et la pauvreté sont des facteurs davantage déterminants.
Dans un article similaire analysant les données existantes sur 9 pays arabes, les sociologues Saskia Glas et Niels Spierings concluent que le débat public exagère trop souvent l'influence de l'islam sur les hauts niveaux d'homophobie dans ces pays. Les deux scientifiques soulignent que la religion et l'attitude envers l'homosexualité sont complexes et ne peuvent pas être quantifiées simplement. Ils avancent que certains critères de religiosité, comme par exemple la fréquentation des mosquées dans six des pays étudiés, sont corrélés avec une attitude tolérante envers l'homosexualité.
Une étude menée par le Pew Research Center en 2013 note qu'il existe un rejet massif de l'homosexualité dans les pays à majorité musulmane sondés : 80 % des Libanais interrogés ayant répondu « non » à la question « l'homosexualité devrait-elle être acceptée par la société ? », tout comme 78 % des Turcs, 86 % des Malaisiens, 87 % des Pakistanais, 93 % des Palestiniens et des Indonésiens, 94 % des Tunisiens, 95 % des Égyptiens et 97 % des Jordaniens sondés.
Dans un sondage réalisé en Grande-Bretagne en 2016, 52 % des musulmans interrogés déclarent que l'homosexualité ne devrait pas être légale en Grande-Bretagne,,.
Selon une étude réalisée par le WZB Berlin Social Science Center (en) dans six pays européens (France, Belgique, Allemagne, Pays-Bas, Autriche et Suède) en 2013, 60 % des musulmans interrogés rejettent les homosexuels,.
Une étude IFOP réalisée en 2019 indique que 63 % des Français musulmans pensent que l'homosexualité est « une maladie » ou « une perversion sexuelle », soit 49 points de plus que chez les Français catholiques,,,.

### Dans les États occidentaux
Selon Zülfukar C̦etin dans une étude de cas sur Berlin, les gens musulmans queer vivant dans les pays occidentaux sont confrontés à une oppression intersectionnelle où l'homophobie se conjugue avec l'islamophobie.

### Dans État islamique
Au sein de l'éphémère « califat » instauré en 2014 sur les territoires contrôlés par l'organisation  État islamique — fondée sur le salafisme djihadiste — plusieurs homosexuels sont exécutés par lapidation. La première exécution connue a ainsi lieu à Mayadine, dans le gouvernorat de Deir ez-Zor, le 25 novembre 2014, une seconde suit le lendemain dans la ville de Deir ez-Zor même, également en Syrie. Vers début décembre, un homme accusé d'homosexualité est jeté du toit d'un immeuble puis lapidé ; cette exécution aurait été ordonnée après un jugement du « tribunal islamique de la wilaya Al-Furat », soit dans la région de Boukamal et Al-Qaïm,. Une autre exécution de ce type a lieu en janvier 2015 au nord de Mossoul, l'EI exécutant deux homosexuels.

## Rapport des musulmans queer à la religion

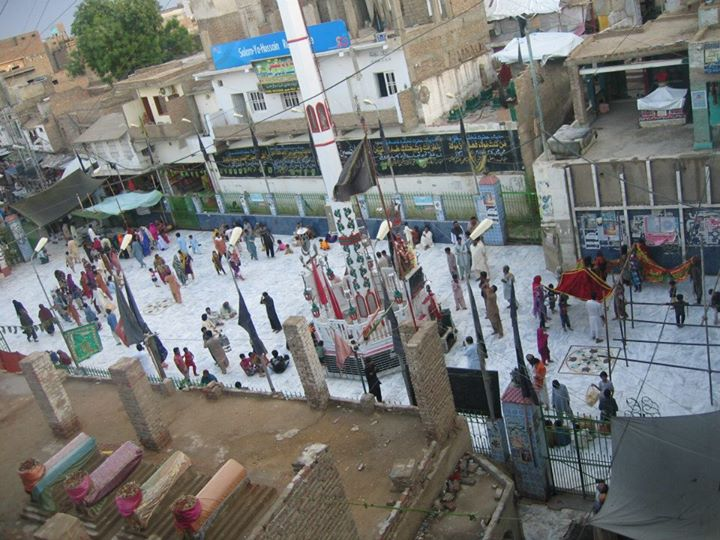
Passage à l'entrée du sanctuaire de Lal Shahbaz Qalandar. Dans son ouvrage Queer companions, Omar Kasmani se montre circonspect vis-à-vis des discours qui cherchent à canoniser l'homosexualité dans l'islam et vice-versa. Pour lui, il est plus intéressant de voir comment la dévotion intime que vouent les pèlerins et particulièrement les fakirs au saint soufi Lal Shahbaz Qalandar constitue une forme d'amour queer.

Certaines personnes musulmanes LGBT+ cessent ou prennent leurs distances avec la pratique de l'islam, souvent en brouillant les frontières de ce que signifie être croyante, être musulmane ou être religieuse. Néanmoins, des LGBT+ musulmanes souffrent de l'idée reçue selon laquelle elles seraient obligées de choisir entre leurs identités islamiques et leurs identités de genre ou sexuelles, et perçoivent leur pratique de l'islam comme compatible voire consubstancielle avec leur queerité,. Il y a ainsi des réseaux où des personnes queer échangent sur leurs spiritualités, sur l'islam. Des lectures queer du Coran et des hadiths sont aussi proposées, mettant en exergue des idées de tolérance et de positivité autour de la sexualité queer,. Certaines de ces lectures se concentrent sur l'idée que les identités homosexuelles et transsexuelles sont naturelles et conformes à l'islam, tandis que d'autres propositions affirment de manière plus radicale des notions d'amour divin universel, de justice ou de diversité par exemple,.
Par exemple en littérature, la romancière Fatima Daas a revendiqué à travers son œuvre la combinaison de sa foi islamique et de son amour lesbien. C'est également un thème central dans l'œuvre du réalisateur et auteur Parvez Sharma (en), ou encore dans les textes de Rachid O et ceux d'Abdellah Taïa. Dans My World of the Unknown, Alifa Rifaat réinterprète le thème des qarin de manière homoérotique.
Selon le sociologue Momin Rahman entre autres, l'opposition entre islam et libération LGBT+ est en grande partie un produit des idéologies coloniales et est aujourd'hui reproduite notamment par des discours homonationalistes dans les ex-métropoles,. Cette opposition peut aussi mener à des tensions hostiles envers les personnes musulmanes queer au sein des communautés LGBT dans les pays européens, bien que parfois des organisations LGBT laïques soutiennent des associations LGBT musulmanes, par exemple COC Nederland aidant la fondation Maruf.

### Hommes gays
Selon un article de revue publié en 2017, la recherche actuelle sur les hommes gays musulmans tend à montrer qu'ils font face à des difficultés particulières principalement liées aux attentes sociales de masculinité hétérosexuelle, façonnées entre autres par des conceptions religieuses. Dans le contexte tunisien, un article de la même année rapporte quatre stratégies employées par les hommes gays musulmans pour surmonter ces obstacles:
1. privilégier leur identité islamique et rejeter l'homosexualité en tant qu'identité sexuelle légitime ;
2. rejeter l'islam et accepter l'homosexualité en tant qu'identité sexuelle légitime ;
3. interpréter l'islam de manière à soutenir l'homosexualité ;
4. créer une homosexualité non pénétrative compatible avec des interprétations littérales du Coran.

Dans une étude de cas sur l'Indonésie, Febi Ramadhan fait remarquer qu'un certain nombre d'hommes musulmans y conçoivent leur attirance pour le même sexe comme une épreuve spirituelle envoyée par la divinité : le choix de l'ascétisme et de la résistance à la sexualité est alors souvent vécu par eux comme une voie pour se rapprocher de leur dieu.

### Lesbiennes
Au sein de l'organisation lesbienne musulmane Imaan, certaines personnes affirment que leur lesbianisme est le résultat de la volonté divine, car elles se considèrent comme les créatures d'Allah. En Europe, les lesbiennes musulmanes se trouvent dans un rapport complexe avec le reste de la communauté musulmane. Selon une étude, la participation à des groupes de paroles sur la spiritualité au sein d'associations LGBT+ serait corrélée avec une dépression moindre chez les femmes lesbiennes musulmanes. Beaucoup se tournent vers Internet et le cyberespace pour échanger sur leur sexualité.

## Mouvements des gays musulmans

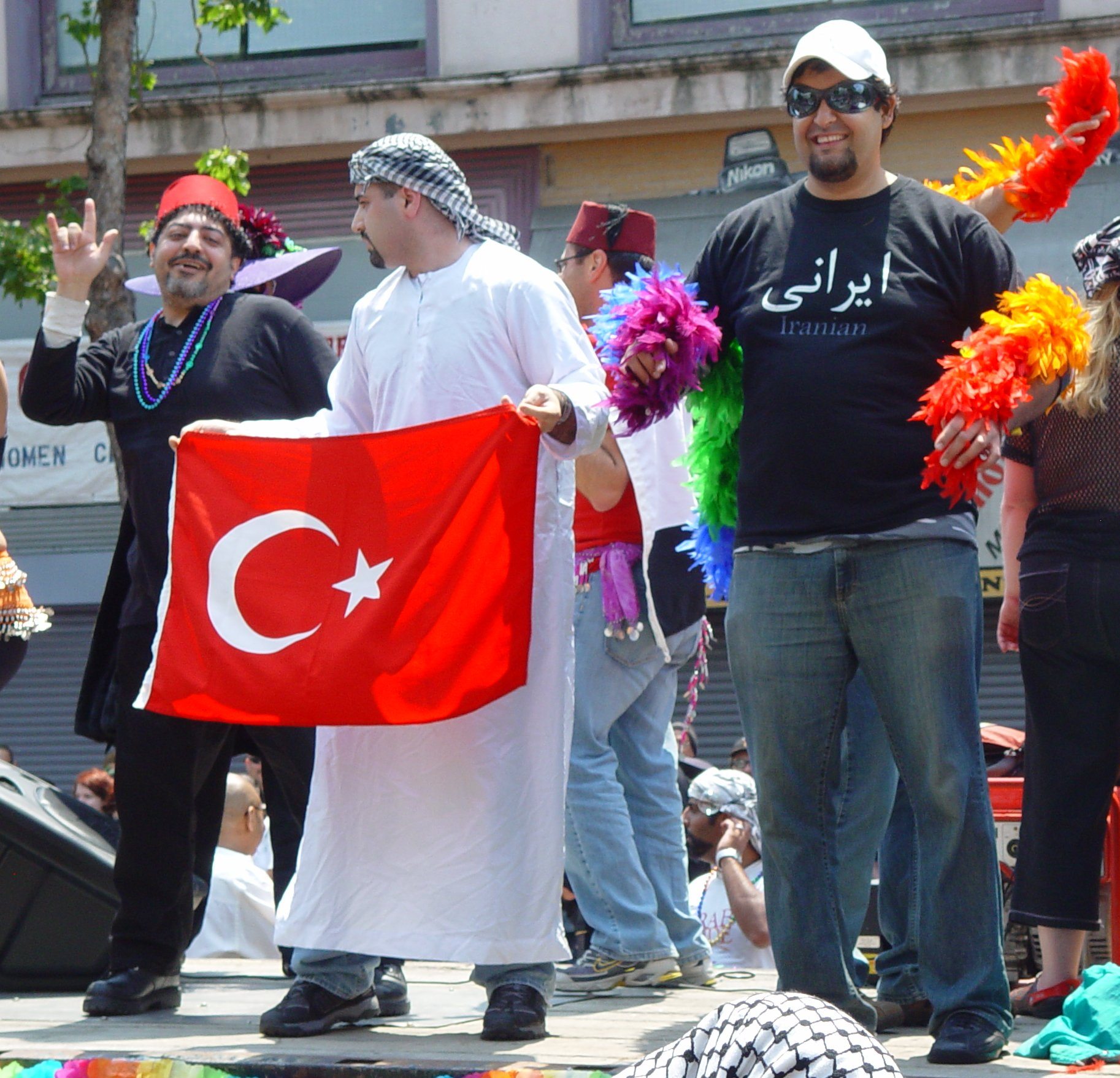
La Fondation Al-Fatiha à la marche des fiertés de San Francisco (2008).

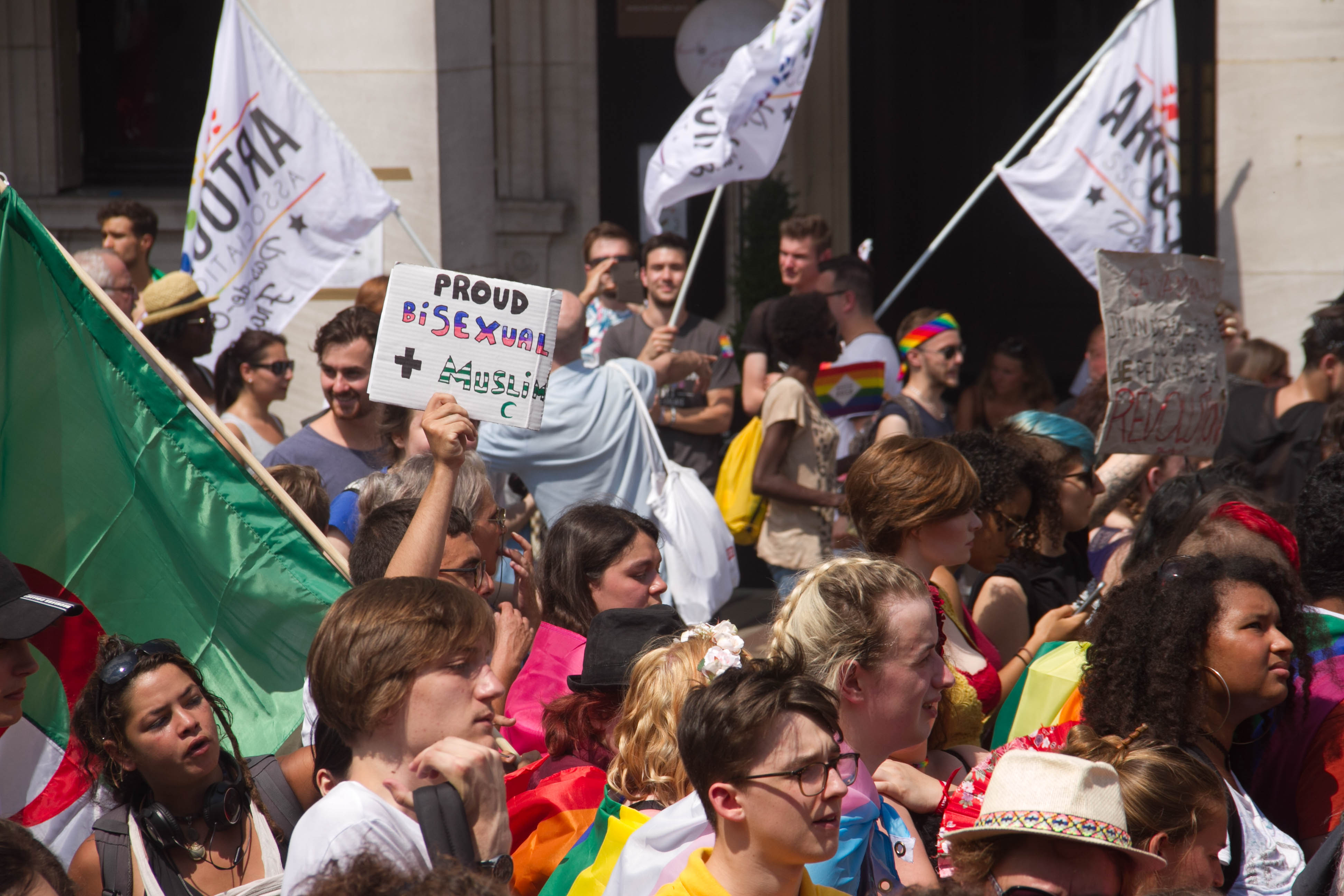
Homme bisexuel se revendiquant LGBT et musulman à la marche des fiertés LGBT Paris (2018).

En 2011, seuls deux imams se sont déclarés ouvertement homosexuels : Muhsin Hendricks et Daayiee Abdullah (exerçant à Washington aux États-Unis). Le premier considère qu'il est « possible d'être un bon musulman tout en étant homosexuel ». Le second a déclaré : « Être un bon musulman signifie être en paix dans son cœur et son âme. Il faut atteindre le point où deux pôles de sa vie, sa foi et sa sexualité, sont réconciliés. Et mon étude personnelle du Coran m'a montré que c'était possible ». Les deux hommes s'accordent sur le fait que la communauté musulmane n'est pas encore prête à accepter l'homosexualité et qu'il faudra du temps avant que les regards évoluent. L'imam Hendricks a créé en Afrique du Sud une association d'homosexuels musulmans, « The Inner Circle », afin de « lutter contre l'intériorisation de l'homophobie qui conduit au suicide certains musulmans homos et contre les mariages forcés et la pression sociale qui pousse des homos à mener une double vie ».
D'autres imams ont adopté des positions assez progressistes sur la question LGBT comme l'imam de Bordeaux Tareq Oubrou, pour qui ni le Coran ni la Sunna ne condamnent l'homosexualité, ajoutant que l'homophobie est contraire aux principes de l'islam. Il souligne que l'homosexualité « n'est pas préconisée par l'islam, mais que les musulmans homosexuels sont des musulmans à part entière. Le fait de les stigmatiser, de les violenter, de les harceler est antinomique avec l'éthique commune ». Abdel Nour Brado, représentant de la Junta Islamica de Cordoue, déclare qu'« il n'y a dans le Coran aucune référence contre l'homosexualité. Il faut débattre de ce sujet entre nous et comprendre que célébrer des mariages religieux entre gays serait la meilleure réponse des musulmans vivant en Occident à ceux qui persécutent les homosexuels dans le monde musulman. »

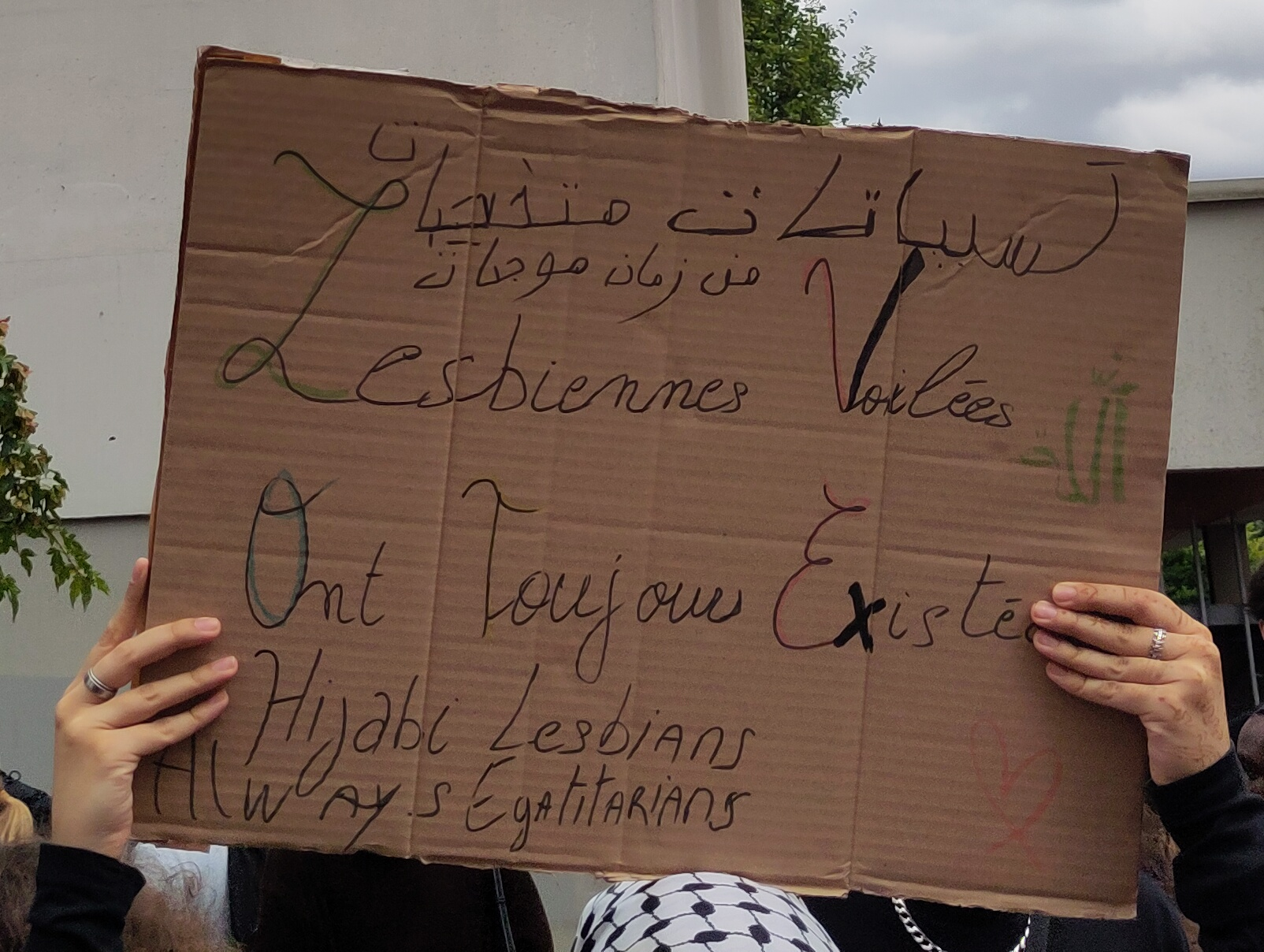
Pancarte « Les lesbiennes voilées ont toujours existées » à la Pride des banlieues 2025.

Les organisations et mouvements LGBTQ ont des existences différentes selon la religion majoritaire du pays où elles se déploient : par exemple, dans des pays comme l'Angleterre, les groupes LGBT islamiques sont plutôt concentrés sur la recherche de manières innovantes d'inclure les personnes queer dans la pratique religieuse, tandis que dans des pays comme l'Égypte, la Tunisie ou la Turquie, les activistes sont davantage occupés à résister à la répression policière et à se coordonner avec les acteurs de la scène politique nationale.

### Mosquées inclusives
En 1996, l'imam sud-africain Muhsin Hendricks rend publique son homosexualité, et devient ainsi le premier imam gay du monde à faire son coming-out. Il s'implique dans divers groupes de défense des musulmans LGBT et plaide pour une plus grande acceptation des personnes LGBT au sein de l'islam. Il est abattu par deux hommes masqués le 15 février 2025 à Bethelsdorp alors qu'il s’apprêtait à célébrer l’union d’un couple lesbien,,.
Le 30 novembre 2012 à Paris, a ouvert la première mosquée française accueillant les homosexuels à l’initiative de Ludovic-Mohamed Zahed, fondateur de l’association Homosexuels musulmans de France. Il milite pour faire accepter son droit à être gay et musulman ainsi que pour le mariage homosexuel en France. Elle se situe dans le 18e arrondissement mais l'emplacement exact reste secret. Cette mosquée a fait l'objet de violentes critiques et de menaces de la part de musulmans.
Sur l'exemple français, une mosquée mixte et gay-friendly a vu le jour à Londres le 13 août 2013, où hommes et femmes prient côte-à-côte, ouverte aux personnes homosexuelles. Tamsila Tauqir et Doc Martens sont à l'origine de ce projet dénommé Inclusive Mosque Initiative et œuvrent pour l'ouverture à terme d'un vrai espace qui leur soit dédié[source insuffisante].
Le 11 décembre 2013 est proposée l'ouverture d'une 6e mosquée à Halifax, dans la province de Nouvelle-Écosse au Canada. Cette « mosquée de l'unité » dont l'initiateur est Syed Adnan Hussein sera ouverte aux homosexuels et aux personnes trans. Prévu pour 2014, cette mosquée prendra le nom de El Tawhid Juma Circle.
En Afrique du Sud, est annoncée le 17 septembre 2014 la construction de la première « mosquée inclusive » du pays, à l'initiative de l'imam Taj Hargey. Elle sera située au Cap[source insuffisante].
Par ailleurs, d'autres mosquées se sont également engagées à être tolérantes et à assurer l'égalité entre les sexes en leur sein, notamment la mosquée de Toronto au Canada, où le prêche est exercée par une femme.